# Watertown (Wisconsin)
Watertown é uma cidade localizada no estado norte-americano de Wisconsin, no Condado de Dodge e Condado de Jefferson.

## Demografia
Segundo o censo norte-americano de 2000, a sua população era de 21.598 habitantes.
Em 2006, foi estimada uma população de 23.127, um aumento de 1529 (7.1%).

## Geografia
De acordo com o United States Census Bureau tem uma área de
29,3 km², dos quais 28,3 km² cobertos por terra e 1,0 km² cobertos por água. Watertown localiza-se a aproximadamente 148 m acima do nível do mar.

## Localidades na vizinhança
O diagrama seguinte representa as localidades num raio de 16 km ao redor de Watertown.